# Hoa hiên vàng
Hoa hiên vàng (tên khoa học: Hemerocallis citrina), còn gọi là Hoàng hoa thái hay Kim châm là một loài thực vật có hoa trong họ Thích diệp thụ. Loài này được Baroni miêu tả khoa học đầu tiên năm 1897.
Cây có thể đạt chiều cao 90–120 cm. Loài này là loài bản địa ở miền đông châu Á và Trung Quốc. Chúng phát triển ở lề rừng, cánh đồng cỏ và sườn núi, ở độ cao 0-2,000 mét (0-6,562 ft) trên mực nước biển.
Các loại củ, chùm hoa, nụ và hoa đều có thể được nấu chín và ăn. Khô hoặc hoa tươi được sử dụng trong ấm thực Trung Quốc, Nhật Bản, Triều Tiên, Thái Lan, và Việt Nam.